# Alon Ben-Dor
Alon Ben-Dor (hebr. ‏אלון בן דור‎; ur. 18 marca 1952) – izraelski piłkarz grający na pozycji obrońcy.

## Życiorys
Przez całą karierę zawodniczą związany był z Hapoelem Beer Szewa. W 1976 roku dziesięciokrotnie zagrał w reprezentacji kraju. Wraz z reprezentacją w 1976 roku wystąpił na igrzyskach olimpijskich w Montrealu. W 1978 roku zakończył karierę zawodniczą.